# Pascal Ramali
Pascal Ramali (* 27. März 1986 in Frankfurt am Main) ist ein deutscher Duathlet und Triathlet, der früher im Inline-Speedskating aktiv war.

## Werdegang
Pascal Ramali studierte Maschinenbau (Luftfahrttechnik) an der Hochschule RheinMain.

### Inline-Speedskating 1997–2013
Im Inline-Speedskating wurde er 21 Mal Deutscher Meister. Im Juli 2007 wurde er Dritter bei den Inline-Speedskating-Europameisterschaften in der 3000-m-Staffel.

Auch sein jüngerer Bruder Etienne Ramali (* 1989) ist im Speedskating aktiv.

### Triathlon seit 2014
Pascal Ramali startet seit 2014 im Triathlon und seit 2015 als Profi-Triathlet.
Im August 2018 gewann der 32-Jährige den Ironman Maastricht-Limburg und qualifizierte sich damit für einen Startplatz beim Ironman Hawaii (Ironman World Championships).
Er lebt in Mörfelden-Walldorf.

## Sportliche Erfolge
| Datum/Jahr    | Platz | Wettbewerb                                         | Austragungsort     | Zeit     | Bemerkung                                                                                         |
| ------------- | ----- | -------------------------------------------------- | ------------------ | -------- | ------------------------------------------------------------------------------------------------- |
| 13. Okt. 2018 |       | Ironman Hawaii                                     | Hawaii             |          | qualifiziert für die Ironman-Weltmeisterschaft                                                    |
| 5. Aug. 2018  | 1     | Ironman Maastricht-Limburg                         | Maastricht         | 08:55:44 | erster Ironman-Sieg                                                                               |
| 17. Juli 2018 | 1     | MöWathlon                                          | Mörfelden-Walldorf | 00:57:58 | 500 m Schwimmen, 20 km Radfahren und 5 km Laufen                                                  |
| 7. Aug. 2016  | 2     | Ostseeman                                          | Glücksburg         |          | [ 4 ]                                                                                             |
| 3. Juli 2016  | 7     | DTU Deutsche Meisterschaft Triathlon Langdistanz   | Frankfurt am Main  | 09:05:12 | Ironman European Championship – Deutsche Meisterschaft Triathlon Langdistanz beim Ironman Germany |
| 19. Juli 2015 | 5     | Ironman Switzerland                                | Zürich             |          | erster Start auf der Ironman-Distanz                                                              |
| 7. Juni 2015  | 7     | DTU Deutsche Meisterschaft Triathlon Mitteldistanz | Kraichgau          | 04:17:25 | Deutsche Meisterschaft auf der Mitteldistanz beim Ironman 70.3 Kraichgau                          |

| Datum/Jahr    | Platz | Wettbewerb                                           | Austragungsort  | Zeit     | Bemerkung                               |
| ------------- | ----- | ---------------------------------------------------- | --------------- | -------- | --------------------------------------- |
| 2013          | 1     | Deutsche Meisterschaften im Inline-Speedskating 2013 | Leipzig         |          | Halbmarathon                            |
| 2013          | 2     | Deutsche Meisterschaften im Inline-Speedskating 2013 | Jüterbog        |          | Marathon                                |
| 9. Juni 2013  | 1     | Rhein-Ruhr-Marathon                                  | Duisburg        | 01:21:23 | Inlineskating-Wettbewerb                |
| 21. Apr. 2013 | 1     | Leipzig-Marathon                                     | Leipzig         | 00:35:50 | Inlineskating-Wettbewerb (Halbmarathon) |
| 2012          | 1     | Deutsche Meisterschaften im Inline-Speedskating 2012 | Oberschleißheim |          | 100 km                                  |
| 20. Mai 2012  | 1     | Rhein-Ruhr-Marathon                                  | Duisburg        | 01:09:16 | Inlineskating-Wettbewerb                |
| 2011          | 1     | Deutsche Meisterschaften im Inline-Speedskating 2011 | Kassel          |          | Halbmarathon                            |
| 2011          | 2     | Deutsche Meisterschaften im Inline-Speedskating 2011 | Bielefeld       |          | Marathon                                |
| 29. Mai 2011  | 1     | Rhein-Ruhr-Marathon                                  | Duisburg        | 01:09:56 | Inlineskating-Wettbewerb                |
| 22. Mai 2011  | 1     | Kassel-Marathon                                      | Kassel          | 00:34:51 | Inlineskating-Wettbewerb                |
| 2009          | 1     | Deutsche Meisterschaften im Inline-Speedskating 2009 | Wedel           |          | Marathon                                |
| 2009          | 1     | Deutsche Meisterschaften im Inline-Speedskating 2009 | Wedel           |          | Halbmarathon                            |
| 2008          | 1     | Eschborn–Frankfurt                                   | Sulzbach        | 00:58:48 | Rhein-Main Skate-Challenge (35 km)      |
| 2007          | 1     | Eschborn–Frankfurt                                   | Sulzbach        | 00:55:35 | 35 km                                   |